# Dalisando
Dalisando (em grego: Δαλίσανδος/Δαλισανδός; romaniz.: Dalisandos; em latim: Dalisandus) foi uma cidade da região da Licônia e Isáuria, perto do rio Cídno. Foi o local de nascimento de Leôncio, usurpador contra o imperador Zenão em 484 - 488. Foi também o local onde a imperatriz Élia Verina foi enviada por Zenão.